# Christian Levrat

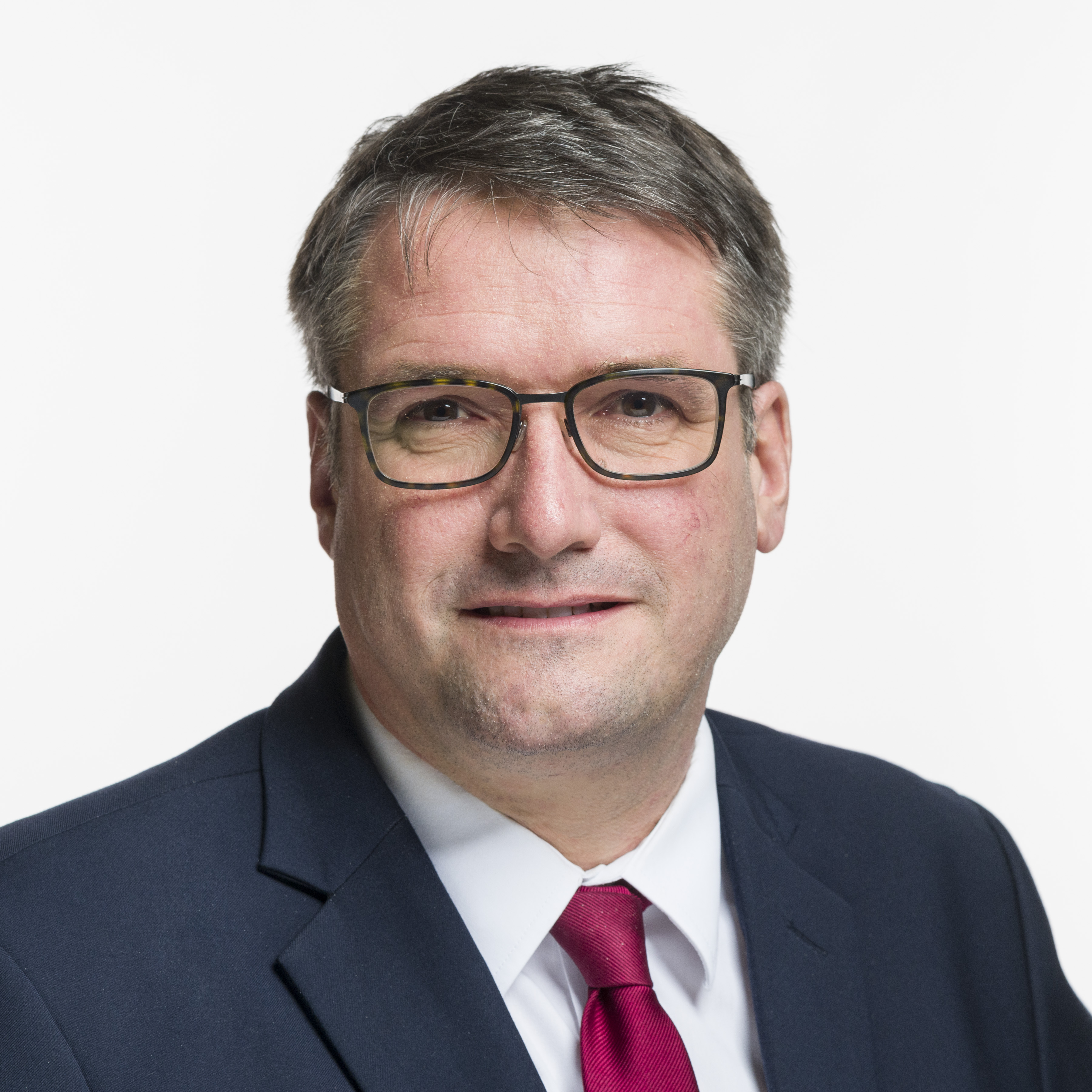
Christian Levrat (2019)

Christian Levrat (* 7. Juli 1970 in La Tour-de-Trême) ist ein Schweizer Politiker. Er ist Jurist, Gewerkschafter, alt Ständerat und war von 2008 bis 2020 Präsident der Sozialdemokratischen Partei der Schweiz (SP). 2021 wurde er Verwaltungsratspräsident der Schweizerischen Post und 2023 Präsident von UNICEF Schweiz und Liechtenstein.

## Ausbildung
Levrat machte an der Universität Freiburg das zweisprachige Lizenziat in Rechtswissenschaft. Danach studierte er an der University of Leicester Politikwissenschaft und schloss mit dem Master-Titel ab. Ausserdem besitzt er ein Diplom des Verbandsmanagements-Instituts der Universität Freiburg.

## Beruf und Politik
Levrat begann seine politische Karriere bei den Jungfreisinnigen und wechselte später zur Sozialdemokratischen Partei. Von 1998 bis 2000 war er Vorsteher des juristischen Dienstes der Schweizerischen Flüchtlingshilfe. 2001 wechselte er zur Gewerkschaft Kommunikation, zunächst als Zentralsekretär, ab 2003 als Präsident. Ausserdem war er Vizepräsident des Schweizerischen Gewerkschaftsbundes.
Von 2000 bis 2004 war Levrat Mitglied des Verfassungsrats des Kantons Freiburg, den er 2003 als Präsident leitete. Er war seit den Wahlen 2003 Nationalrat, bis er am 11. März 2012 als Nachfolger des in den Bundesrat gewählten Alain Berset im ersten Wahlgang in den Ständerat gewählt wurde. Bei den Wahlen 2015 und 2019 wurde er, jeweils im zweiten Wahlgang, bestätigt. An der Generalversammlung der Schweizerischen Post vom 27. April 2021 wurde Levrat zum Verwaltungsratspräsidenten gewählt. Sein Amt trat er am 1. Dezember 2021 als Nachfolger von Urs Schwaller an. Zu seiner Nachfolgerin wurde am 26. September 2021 Isabelle Chassot (Die Mitte) gewählt.
Levrat wurde am 1. März 2008 vom ausserordentlichen Parteitag der SP ohne Gegenstimme zum Parteipräsidenten gewählt, er war der einzige Anwärter auf das Amt. Im Frühling 2020 trat er nicht mehr zur Wiederwahl an.
Seit 14. Mai 2023 ist er Präsident von UNICEF Schweiz und Liechtenstein, er folgte auf Hans Künzle.

## Privates
Levrat ist verheiratet, hat drei Kinder und wohnt in Vuadens. Seine Tochter Marie Levrat wurde 2021 für die SP in den Grossen Rat, das Kantonsparlament von Freiburg, gewählt.